# 奇槎站
奇槎站位于中國广东省佛山市南海区，是广茂铁路线上的一座四等站，于1903年投入使用。离广州站17公里，距茂名站342公里，隶属广东铁路有限公司管辖。客运可办理旅客乘降，不办理行李、包裹托运；货运可办理整车货物到发。
因原有广茂铁路广州站至街边站区间将进行改建成为广湛高铁的一部分，该段已于2023年10月11日随江大联络线开通而正式停运，本站亦已停用。

## 图集

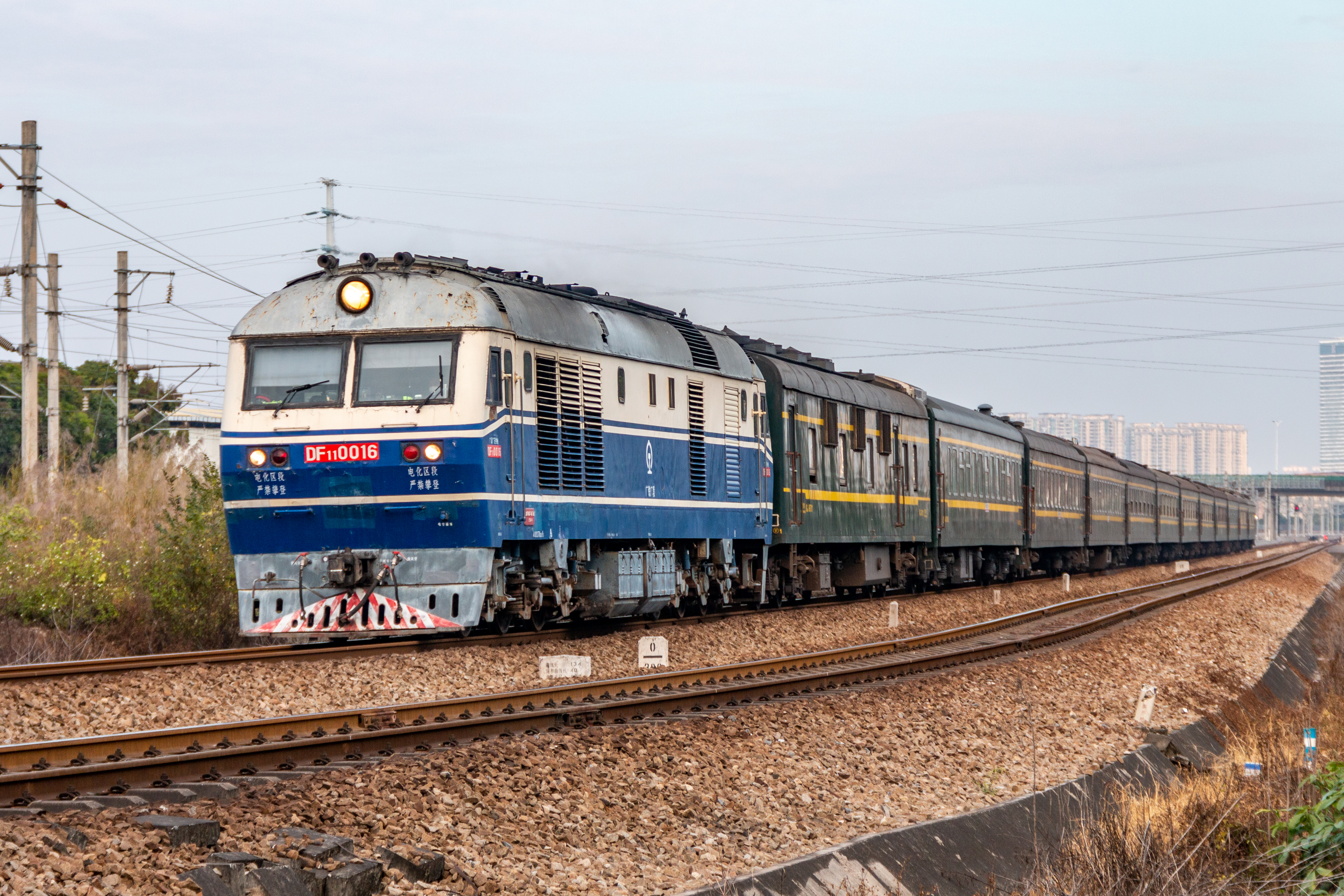
东风11牵引K1205次列车通过奇槎站
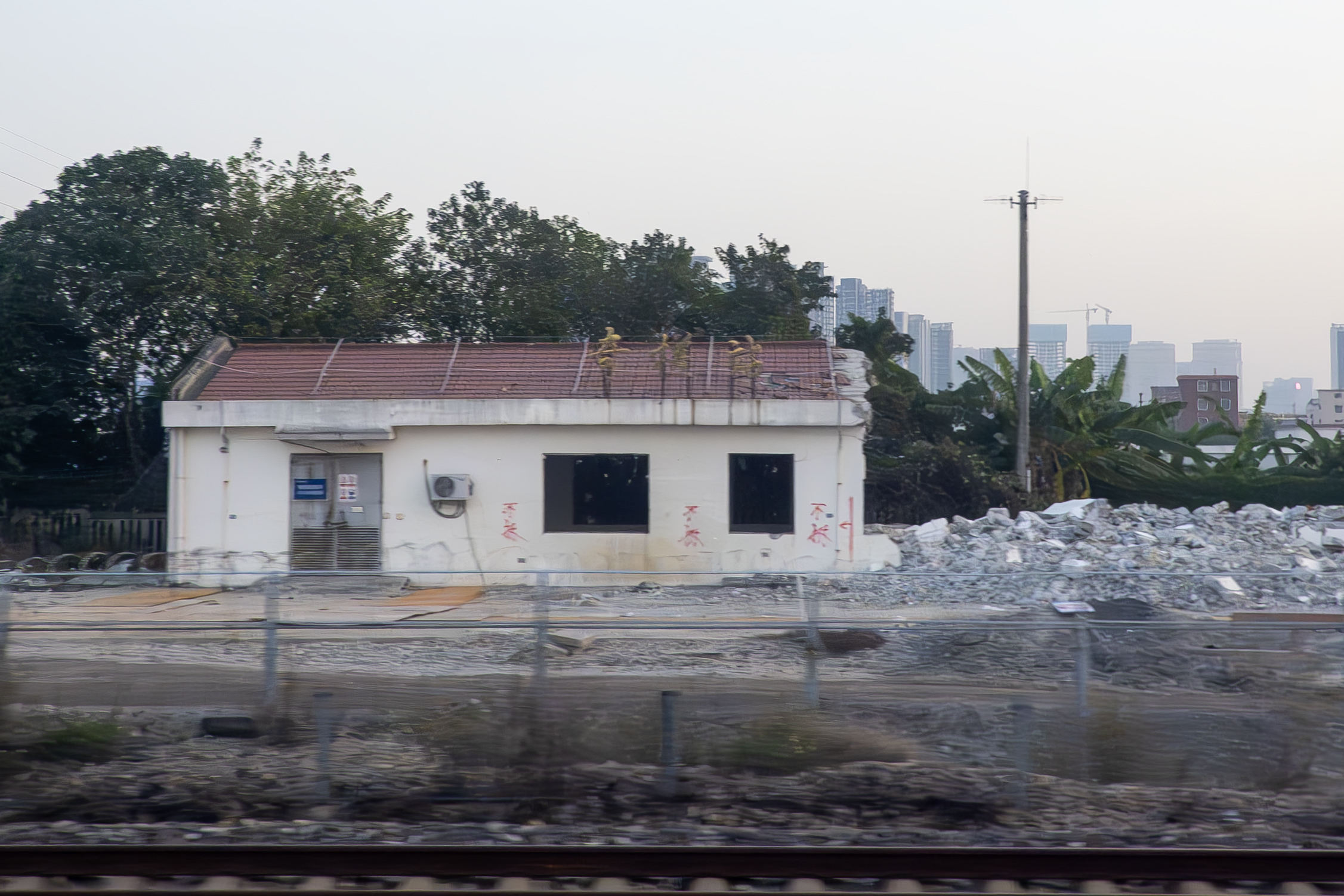
已被部分拆除的奇槎站站房（2024年12月）